# Eliminación de las bolsas de plástico ligeras en Australia

Prohibición de las bolsas de plástico en estados y territorios australianos
Prohibición vigente
Prohibición por aplicar

La eliminación gradual de las bolsas de plástico ligeras en Australia está siendo implementada por los estados y territorios en lugar de a nivel nacional, y hasta junio de 2022 se han establecido prohibiciones en todas las jurisdicciones australianas. La intención de las prohibiciones es ayudar a reducir el volumen de contaminación plástica en el medio ambiente, tanto en Australia como en sus alrededores y en todo el mundo.
En 2003, la ciudad de Coles Bay en Tasmania fue el primer lugar en Australia en prohibir las bolsas de plástico. Aunque en 2008 el entonces ministro de Medio Ambiente, Peter Garrett, anunció el objetivo del gobierno de Rudd de prohibir las bolsas de plástico en todo el país para fin de año, más tarde abandonó la iniciativa debido a las preocupaciones por el costo de vida y al desacuerdo sobre la política entre los gobiernos estatales y territoriales.. Esto llevó a los estados y territorios a seguir sus propios enfoques.
La introducción del programa «Zero Waste» en el sur de Australia condujo a la introducción de la primera prohibición de bolsas ligeras en todo el estado en octubre de 2008. Se estima que esta medida ha ahorrado 400 millones de bolsas al año. Victoria implementó su prohibición de bolsas livianas en noviembre de 2019, y finalmente Nueva Gales del Sur fue la última jurisdicción en Australia que implementó una prohibición de bolsas livianas a partir del 1 de junio de 2022.
Desde 2018, las dos cadenas de supermercados más grandes del país, Coles y Woolworths, retiraron voluntariamente las bolsas de plástico livianas gratuitas de sus tiendas y comenzaron a cobrar por bolsas de plástico reutilizables más gruesas. Las bolsas reutilizables se venden a 15 centavos de dólar en ambas cadenas. Para diciembre de 2018, la eliminación gradual de los supermercados provocó una caída estimada del 80 % en el uso de bolsas de plástico en todo el país, lo que provocó que 1500 millones menos de bolsas ingresen al medio ambiente.

## Antecedentes
En Australia, se utilizaron 6 mil millones de bolsas de HDPE en 2002. El uso se redujo a 5600 millones en 2004 y 3900 millones en 2007. Según el índice nacional de basura 2015-16 de Keep Australia Beautiful, las bolsas de plástico representaron el 1 % de la basura del país. En 2016, los grupos ambientalistas expresaron su preocupación de que Australia estaba rezagada con respecto a otros países en la eliminación de las bolsas de plástico livianas, incluidos Botsuana, Somalia y Tanzania. En 2016 se estimó que de los 5 mil millones de bolsas de plástico utilizadas anualmente por los australianos, 150 millones terminaron como basura.
En abril de 2017, The Project y Clean Up Australia lanzaron una petición en Change.org para que los primeros ministros de los tres estados sin prohibiciones de bolsas de plástico (Victoria, Nueva Gales del Sur y Australia Occidental) «prohíban la bolsa». Después de un segmento en The Project sobre la petición, #BanTheBag se convirtió en el tema de mayor tendencia en Twitter. En febrero de 2018, se presentó una moción en el Parlamento Federal de Australia para pedir una prohibición a nivel nacional de las bolsas de compras de plástico no biodegradables y livianas. Las investigaciones del Senado sobre el reciclaje y la contaminación plástica marina también dieron lugar a recomendaciones tripartidistas de los partidos Liberal, Laborista y Verde para prohibir todos los plásticos de un solo uso en el país para 2023 y para que todos los estados y territorios prohíban las bolsas de plástico.

## Prohibiciones de bolsas de plástico por estado/territorio

### Resumen
| Jurisdicción                         | ¿Existe prohibición vigente? | Fecha de inicio         |
| ------------------------------------ | ---------------------------- | ----------------------- |
| Australia Meridional                 | Sí                           | 4 de mayo de 2009       |
| Territorio del Norte                 | Sí                           | 1 de septiembre de 2011 |
| Territorio de la Capital Australiana | Sí                           | 1 de noviembre de 2011  |
| Tasmania                             | Sí                           | 1 de noiembre de 2013   |
| Queensland                           | Sí                           | 1 de julio de 2018      |
| Australia Occidental                 | Sí                           | 1 de julio de 2018      |
| Victoria                             | Sí                           | Novimebre de 2019       |
| Nueva Gales del Sur                  | Sí                           | Junio de 2022           |

### Australia Meridional
El Proyecto de Ley de Bolsas de Compra de Plástico (Evitación de Desechos) fue aprobado por el Parlamento de Australia Meridional el 13 de noviembre de 2008, con un período de transición del 1 de enero al 4 de mayo de 2009. Con una fecha de inicio oficial del 4 de mayo de 2009, Australia Meridional fue el primer estado o territorio de Australia en prohibir las bolsas de plástico, y los minoristas se enfrentaron a multas de hasta 5000 AUD por distribuir bolsas prohibidas y los proveedores minoristas recibieron multas de hasta 20 000 AUD. La prohibición no se aplica a las bolsas de plástico más pesadas ni a las bolsas de frutas y verduras.

### Territorio del Norte
El Territorio del Norte prohibió las bolsas de plástico a partir del 1 de septiembre de 2011. Biodegradable and heavier bags remain legal.

### Territorio de la Capital Australiana
La Capital Australiana fue la segunda jurisdicción después de Australia Meridional en aprobar una ley que prohíbe las bolsas de plástico, y la prohibición entró en vigor el 1 de noviembre de 2011. Las bolsas de barrera de plástico para frutas y hortalizas están exentas.

### Tasmania
En 2003, Coles Bay fue la primera ciudad australiana en prohibir por completo las bolsas de plástico no biodegradables. En noviembre de 2010, una moción de los Verdes presentada al parlamento de Tasmania para prohibir las bolsas de plástico recibió el apoyo tripartidista de los laboristas, los liberales y los verdes. Una prohibición estatal comenzó el 1 de noviembre de 2013. Una revisión de 2015 encontró un apoyo generalizado a la prohibición, pero un impacto ambiental mixto.

### Queensland
En noviembre de 2016, el gobierno de Queensland anunció que prohibiría las bolsas de plástico a partir de 2018, luego de que la oposición prometiera que implementaría una prohibición si ganaba las próximas elecciones estatales. La legislación de implementación fue aprobada por el Parlamento de Queensland el 6 de septiembre de 2017, acompañada de un esquema de reciclaje de reembolso de contenedores. Ambas iniciativas deben entrar en vigor el 1 de julio de 2018.

### Australia Occidental
Dos intentos de la ciudad de Fremantle en 2013 y 2015 de introducir una prohibición de bolsas de plástico en toda la ciudad fueron bloqueados mediante mociones de desautorización presentadas en el Consejo Legislativo de Australia Occidental. En septiembre de 2017, el gobierno de Australia Occidental anunció que el 1 de julio de 2018 iniciaría una prohibición de las bolsas de plástico en todo el estado.

### Victoria
A mediados de 2017, el gobierno del estado de Victoria expresó su preferencia por una prohibición nacional, aunque confirmó que estaría abierto a una prohibición a nivel estatal en el futuro. En octubre de 2017, Daniel Andrews declaró que Victoria introduciría una prohibición de las bolsas de plástico y que la fecha de inicio se anunciaría a principios de 2018 después de consultar con la industria y la comunidad. Posteriormente, el gobierno anunció que la prohibición de las bolsas de plástico comenzaría el 1 de noviembre de 2019.

### Nueva Gales del Sur
El gobierno de Nueva Gales del Sur actualmente tiene planes para introducir una prohibición dentro de los años finales (18 meses). En 2017, la primera ministra Gladys Berejiklian declaró que no se necesitaba ninguna regulación porque los minoristas responsables del 80 % de las bolsas de plástico en el estado (Coles, Woolworths y Harris Farm) dejarían voluntariamente de proporcionar bolsas de plástico gratuitas. En octubre de 2019, el gobierno de Berejiklian bloqueó un proyecto de ley del Partido Laborista que prohibiría las bolsas de plástico, argumentando que su documento de discusión sobre la reducción de desechos plásticos debería publicarse primero. El documento de debate se publicó en marzo de 2020 e incluía una propuesta de prohibición de las bolsas de plástico, que probablemente entrará en vigor en 2021 tras una consulta comunitaria.
En noviembre de 2021, finalmente se aprobó un proyecto de ley para prohibir explícitamente y legalmente los plásticos de un solo uso en toda Nueva Gales del Sur. La ley entrará en vigor el 1 de junio de 2022.

## Posturas de los minoristas
Aldi nunca ha ofrecido bolsas de plástico gratuitas a los clientes desde que abrió su primera tienda australiana en 2001. A los clientes se les cobra 15 centavos por una bolsa de plástico gruesa y más por bolsas de tela o hieleras. En 2009, Target Australia anunció que dejaría de dar bolsas gratis en sus tiendas y en su lugar cobraría 10 centavos por bolsa. En 2013, Target nuevamente comenzó a proporcionar bolsas gratis, afirmando que había recibido unas 500 quejas formales de clientes por año sobre la falta de bolsas gratis. En 2019, Target y su cadena hermana Kmart Australia retiraron las bolsas de plástico de un solo uso en todo el país. Bunnings Warehouse ha cobrado 10 centavos por bolsas de plástico desde 2003, mientras que IKEA dejó de ofrecer bolsas gratis en 2013.
En 2017, las cadenas de supermercados más grandes del país, Woolworths y Coles, anunciaron que dejarían de proporcionar bolsas de plástico gratuitas a los clientes de todo el país en 2018 y venderían bolsas de plástico más gruesas a 15 centavos cada una. Se espera que retirar las bolsas gratuitas les ahorre a los minoristas $170 millones por año en costos de empaque reducidos mientras crea un flujo de ingresos por la venta de bolsas de plástico más gruesas.
La medida fue criticada por comentaristas conservadores, incluidos Andrew Bolt y Steve Price. La pérdida de bolsas gratis también provocó una reacción violenta de algunos consumidores, con varios robos de cestas o carritos de compras en protesta e informes de abuso o agresión hacia el personal. Las críticas incluyen el continuo uso excesivo de plástico por parte de los minoristas, la mala calidad de las bolsas de reemplazo y las acusaciones de que el verdadero motivo fue la especulación. Los académicos de marketing describieron la reacción violenta causada por los minoristas que rompieron el "contrato psicológico" percibido con los consumidores para proporcionar bolsas de plástico gratis o eliminar el plástico en toda la tienda para beneficio ambiental, en lugar de simplemente cobrar por algo que anteriormente se había proporcionado sin cargo adicional.
En respuesta a la reacción violenta de los clientes, Coles revirtió su posición y ofreció proporcionar bolsas de plástico reutilizables de forma gratuita e indefinida en la mayoría de los estados. Esto generó críticas de Greenpeace, Craig Reucassel y otros ambientalistas, lo que provocó que Coles revirtiera su reversión y anunciara que volvería a cobrar por las bolsas a partir del 29 de agosto de 2018 en adelante. Woolworths también amplió el plazo para proporcionar bolsas de plástico gratuitas hasta el 8 de julio de 2018. En diciembre de 2018, la Asociación Nacional de Minoristas estimó que el consumo de bolsas de plástico se redujo en un 80 % en todo el país como resultado de la retirada de bolsas gratuitas de los principales supermercados, lo que provocó que 1500 millones de bolsas menos entraran en el medio ambiente.
Harris Farms dejó de proporcionar bolsas de plástico gratuitas en enero de 2018 y, en cambio, ofreció bolsas de papel reutilizables o cajas recicladas gratuitas a los consumidores. Craveable Brands también se movió para eliminar gradualmente las bolsas de plástico de un solo uso en sus cadenas Oporto, Red Rooster y Chicken Treat para julio de 2018.

## Alternativas a las bolsas de plástico
Un efecto secundario de la prohibición de las bolsas de plástico observado en el sur de Australia fue el mayor uso de bolsas de basura, que tienen un mayor impacto ambiental que las bolsas de plástico, ya que no se descomponen bien en los vertederos modernos. Las alternativas respetuosas con el medio ambiente sugeridas en lugar de las bolsas de basura incluyen el compostaje de restos de comida y el uso de periódicos comunitarios gratuitos como bolsas.
Un informe de 2007 sobre alternativas a las bolsas de la compra señaló que las bolsas de papel eran menos ecológicas que las bolsas de plástico debido a una mayor huella de carbono. De manera similar, las bolsas de algodón no eran adecuadas debido a los pesticidas utilizados y al alto volumen de agua necesario para crearlas. La opción «más ecológica» fue utilizar bolsas de plástico recicladas.
Se ha expresado preocupación sobre los posibles resultados adversos para la salud no deseados asociados con la implementación de la prohibición de las bolsas de plástico debido a la falta de cuidado por parte de los consumidores para mantener las bolsas de compras alternativas en condiciones limpias y saludables. Las experiencias en el extranjero en lugares como San Francisco, donde se informó de un aumento de enfermedades e incluso muertes a raíz de prohibiciones similares a las de los estados australianos, sugieren que esto es una preocupación real.

## Lectura complementaria
- «National Plastics Plan 2021». Australian Government. Department of Agriculture, Water and the Environment. 3 de octubre de 2021.
  - National Plastics Plan 2021 (PDF) CC BY 4.0.
- Esta obra contiene una traducción  derivada de «Phase-out of lightweight plastic bags in Australia» de Wikipedia en inglés, concretamente de esta versión del 21 de enero de 2022, publicada por sus editores bajo la Licencia de documentación libre de GNU y la Licencia Creative Commons Atribución-CompartirIgual 4.0 Internacional.

- Datos: Q42417410